# Grigore Vieru
Grigore Vieru (Pererîta, 14 febbraio 1935 – Chișinău, 18 gennaio 2009) è stato un poeta moldavo.
È tra i più noti poeti contemporanei di lingua rumena.
Grigore Vieru è conosciuto soprattutto per le sue poesie e i libri per bambini. La sua opera è caratterizzata da una rappresentazione vivida della natura e dei temi patriottici, come per la presenza venerata della figura materna. È considerato uno dei maggiori scrittori contemporanei della letteratura moldava.

## Biografia
Grigore Vieru nasce nel 1935 a Pererîta, nel distretto Briceni in Moldavia (a quel tempo in Romania). I suoi genitori, Pavel e Eudochia Vieru (nata Didic) erano agricoltori.
Il suo debutto letterario risale al 1957 con la pubblicazione di un libretto di poesie per bambini, dal titolo Allarme. L'anno successivo, Vieru si laurea presso l'Università Pedagogica Statale di Chișinău Ion Creangă con una tesi in storia e filologia e inizia a lavorare come redattore presso una rivista per bambini Scintilla Leninista (attualmente Noi).
L'8 giugno 1960 sposa Raisa Nacu, professoressa di romeno e latino, dalla quale ha due figli: Tudor (nato il 16 giugno 1960) e Calin (nato il 29 giugno 1965). Nello stesso anno diviene redattore della rivista Nistru (oggi Basarabia), pubblicata dall'Unione degli Scrittori Moldavi, mentre dal 1960 al 1963 ha lavorato come caporedattore presso la casa editrice Cartea Moldovenească.
Nel 1965 pubblica i Versi per i lettori di tutte le età che due anni dopo verrà insignito del premio moldavo per la letteratura giovanile.
Nel 1968 l'opera Il tuo nome entra a far parte del curriculum letterario delle università moldave. Tale libro viene stimato dalla critica letteraria come la più originale opera poetica del periodo.
Nel 1973 Vieru visita per la prima volta la Romania, quale membro di una delegazione di scrittori sovietici. Su sua richiesta il gruppo visita anche i monasteri di Putna, Voroneț, Sucevița, Dragormina, Văratec. L'anno seguente – e di nuovo nel 1977 – invitato dal presidente dell'Unione degli Scrittori Romeni, Vieru visita Bucarest, Costanza, Iași e altre città in Transilvania.
Nel 1978 la casa editrice Junimea pubblica La stella del venerdì prima opera di Vieru pubblicata in Romania.
Nel 1980 viene prodotto un film su Grigore Vieru dal titolo Vicini, mentre nel 1982 esce il film musicale per bambini Maria Mirabela, diretto da Ion Popescu Gopo, con i testi di Grigore Vieru e la musica di Eugen Doga.
Nel 1989 viene eletto al Parlamento moldavo e prende parte alla campagna per l'unificazione di Romania e Moldavia. L'anno seguente diviene Membro Onorario dell'Accademia Romena che, nel 1992, lo segnala per il Premio Nobel per la Pace.
Nel 1995 è membro della Compagnia Radiofonica Romena.
Nel 2000 il Governo Romeno lo insignisce della medaglia Eminescu.
Il 5 dicembre 2005 Grigore Vieru è vittima di un incidente che avrebbe potuto costargli la vita. Lo stesso poeta era convinto che non si trattasse di un evento casuale.
Nell'aprile del 2007 ha ricevuto a Ginevra dal World Intellectual Property Organisation, una medaglia d'oro per la sua intera attività letteraria.
Il 15 gennaio 2009 Grigore Vieru viene coinvolto in un incidente automobilistico che lo porterà alla morte quarantotto ore dopo. Il presidente della Repubblica Moldava, Vladimir Voronin, proclama il lutto nazionale per il giorno dei funerali del poeta.
Dopo la sua morte, il presidente romeno Traian Băsescu insignisce Grigore Vieru della Gran Croce dell'Ordine della Stella di Romania.

## Opere
- Allarme
- Armoniche
- Buon giorno, fiocchi di neve!
- Il principe azzurro Arcobaleno
- Grazie della pace
- Piccoli favi
- Legame, poema dedicato a Mihai Eminescu
- Versi per i lettori di tutte le età
- Gli uomini della Moldavia con una dedica per il “nazionalista” Nicolae Testimițeanu; la stampa viene bloccata e la dedica tolta
- Poesie adatte alla vostra età
- Il tuo nome
- Domenica delle parole, con illustrazioni di Igor Vieru. Diventa un libro molto amato dai bambini ed è presente in tutti gli asili.
- L'abbecedario, in collaborazione con Spiridon Vangheli e il pittore Igor Vieru
- Tre capretti
- Vicino, versi con illustrazioni a colori di Isai Cârmu
- Mamma, libro per bambini, con illustrazioni di Igor Vieru
- Un verde ci vede!, per questo volume nel 1978 Grigore Vieru riceverà il Premio di Stato della Repubblica di Moldavia
- La stella del venerdì
- Perché amo
- Il segreto che mi protegge
- Quello che sono
- La radice del fuoco
- Cristo non ha colpe
- La sorgente e il momento
- Metafore blu pubblicato a Sofia e tradotto in bulgaro da Ognean Stamboliev.
- Pulire il pozzo
- La piccola ape, libro in lingua romena per bambini prescolari che gli varrà il Premio Speciale dell'Unione Scrittori della Repubblica Moldava nel 1994.
- Vedo e confesso
- Ora e per sempre
- Gridai verso di te
- Il mistero che mi protegge

## Vieru e la musica
Molti compositori moldavi si ispiravano alla poesía di Grigore Vieru ("Poftim de intrați", "Cine crede" etc.). Grigore Vieru stesso è l'autore di melodìe di canzoni per i bambini ("Să crești mare" etc. ), ma la più fruttuosa era la sua collaborazione con la compositora Iulia Zibulscaia ("Soare, soare", "Clopoțeii", "Stea-stea, logostea", "Ramule-neamule", "Cîntînd cu iubire" etc).
- Il bosco è bello con il fiore (Iu.Ţibulschi – Gr.Vieru), su youtube.com.
- Cristo non ha alcuna colpa. (Iu. Ţibulschi – Gr. Vieru), su youtube.com.

## Onorificenze
- 1967 – Premio B. Glavan (R.S.S. Moldavia)
- 1978 – Premio di Stato della Moldavia
- 1988 – Diploma d'Onore Andersen della commissione internazionale sui libri per i giovani.
- 1990 – Premio della casa editrice Romanul per il suo contributo all'affermazione degli ideali di unità nazionale.
- 1991 – Premio Hercules per la letteratura.
- 1992 – Premio Internazionale per la poesia Lucian Blaga
- 1992 – Titolo onorifico Scriitor al poporului din Republica Moldova
- 1994 – Premio Speciale dell'Unione Scrittori della Repubblica Moldava per il testo La piccola ape
- 2000 – Medaglia governativa della Romania Eminescu. 150 de ani de la nastere; diploma e Trofeo della Fondazione Romania - 2000.
- 2005 – Dottore honoris causa – Università Pedagogica Ion Creangă di Chișinău
- 2007 – Medaglia d'oro per la sua intera attività letteraria – Ginevra, World Intellectual Property Organisation.

### In italiano
- Grigore Vieru, Il Nimbo di Rugiada. Nimbul de Rouă. Poesie, traduzione dal romeno di Varvara-Valentina Corcodel, Tatiana Ciobanu, Claudia Lupascu, Tipografia Reclama, Chișinău-Roma 2009, ISBN 978-9975-105-26-2
- Grigore Vieru, Orfeo rinasce nell'amore (testo romeno a fronte), traduzione di Olga Irimciuc, Graphe.it edizioni, Perugia 2010, ISBN 978-88-89840-56-6